# 한빛문화재연구원
한빛문화유산연구원은 민족문화유산(지정문화재, 비지정문화재, 매장문화재를 포함)의 보호․보존, 조사․연구, 보존처리와 복원, 수장․전시 및 사회교육 등을 통하여 민족문화의 전승·보급을 목적으로 2008년 12월 19일 설립된 문화체육관광부 소관의 재단법인이다. 사무실은 경상북도 경산시 대학로10길 9 (정평동 219-10)에 있다.

## 주요 사업
- 문화유산의 보호․보존운동
- 문화유산의 조사․연구 및 자료발간
- 문화유산의 보존처리와 복원, 수장․전시 및 사회교육
- 문화유산 관련 학술행사 개최 및 지원
- 문화재 관련 소프트웨어 개발․보급
- 문화유산 관련 교육․출판사업
- 기타 법인의 목적달성에 필요한 사업